# قسم كمبل سليمان الريفي (مقاطعة تشابهار)
قسم كمبل سليمان الريفي (بالفارسية: دهستان کمبل سلیمان) هي منطقة ريفية تقع في قسم في إيران. يقدر عدد سكانها بـ 21,803 نسمة .